# Herrarnas K-2 1000 meter i kanotsport vid olympiska sommarspelen 1984
Herrarnas K-2 1000 meter vid olympiska sommarspelen 1984 hölls på Lake Casitas i Los Angeles. 

## Medaljörer
| Gren          | Guld                            | Silver                                     | Brons                              |
| K-2 500 meter | Kanada Hugh Fisher Alwyn Morris | Frankrike Bernard Brégeon Patrick Lefoulon | Australien Barry Kelly Grant Kenny |

## Resultat

### Heat
| Heat 1 |                                                 |         |    |
| 1.     | Hugh Fisher och Alwyn Morris (CAN)              | 3:29,21 | QS |
| 2.     | Terry Kent och Terry White (USA)                | 3:30,87 | QS |
| 3.     | Werner Bachmeyer och Wolfgang Hartl (AUT)       | 3:31,58 | QS |
| 4.     | Bernard Brégeon och Patrick Lefoulen (FRA)      | 3:31,60 | QR |
| 5.     | Harald Amundsen och Einar Rasmussen (NOR)       | 3:44,60 | QR |
| 6.     | Chu Zhengyong och Peng Bo (CHN)                 | 3:52,98 | QR |
| Heat 2 |                                                 |         |    |
| 1.     | Matthias Seack och Oliver Seack (FRG)           | 3:28,30 | QS |
| 2.     | Barry Kelly och Grant Kenny (AUS)               | 3:28,73 | QS |
| 3.     | Daniele Scarpa och Francesco Uberti (ITA)       | 3:28,82 | QS |
| 4.     | Herminio Menéndez och Guillermo del Riego (ESP) | 3:30,93 | QR |
| 5.     | Alexandru Dulǎu och Ion Geantă (ROU)            | 3:35,25 | QR |
| 6.     | Kazumori Koike och Hisao Yanagisawa (JPN)       | 3:49,63 | QR |
| Heat 3 |                                                 |         |    |
| 1.     | Bengt Andersson och Kalle Sundqvist (SWE)       | 3:31,72 | QS |
| 2.     | Gert Jan Lebbink och Ron Stevens (NED)          | 3:34,04 | QS |
| 3.     | Christopher Canham och Jan Raciborski (GBR)     | 3:35,93 | QS |
| 4.     | Robert Jenkinson och Edwin Richards (NZL)       | 3:37,69 | QR |
| 5.     | Patrick De Bucke och Patrick Hanssens (BEL)     | 3:37,92 | QR |

### Återkval
| Återkval 1 |                                                 |         |    |
| 1.         | Bernard Brégeon och Patrick Lefoulen (FRA)      | 3:40,88 | QS |
| 2.         | Alexandru Dulǎu och Ion Geantă (ROU)            | 3:41,03 | QS |
| 3.         | Patrick De Bucke och Patrick Hanssens (BEL)     | 3:52,20 | QS |
| 4.         | Chu Zhengyong och Peng Bo (CHN)                 | 3:53,22 |    |
| Återkval 2 |                                                 |         |    |
| 1.         | Herminio Menéndez och Guillermo del Riego (ESP) | 3:41,20 | QS |
| 2.         | Harald Amundsen och Einar Rasmussen (NOR)       | 3:43,61 | QS |
| 3.         | Robert Jenkinson och Edwin Richards (NZL)       | 3:45,97 | QS |
| 4.         | Kazumori Koike och Hisao Yanagisawa (JPN)       | 4:00,02 |    |

### Semifinaler
| Semifinal 1 |                                                 |         |    |
| 1.          | Hugh Fisher och Alwyn Morris (CAN)              | 3:29,09 | QF |
| 2.          | Barry Kelly och Grant Kenny (AUS)               | 3:30,24 | QF |
| 3.          | Bernard Brégeon och Patrick Lefoulen (FRA)      | 3:32,25 | QF |
| 4.          | Christopher Canham och Jan Raciborski (GBR)     | 3:35,77 |    |
| 5.          | Robert Jenkinson och Edwin Richards (NZL)       | 3:38,80 |    |
| Semifinal 2 |                                                 |         |    |
| 1.          | Herminio Menéndez och Guillermo del Riego (ESP) | 3:29,98 | QF |
| 2.          | Matthias Seack och Oliver Seack (FRG)           | 3:30,18 | QF |
| 3.          | Patrick De Bucke och Patrick Hanssens (BEL)     | 3:31,00 | QF |
| 4.          | Werner Bachmeyer och Wolfgang Hartl (AUT)       | 3:31,60 |    |
| 5.          | Gert Jan Lebbink och Ron Stevens (NED)          | 3:36,36 |    |
| Semifinal 3 |                                                 |         |    |
| 1.          | Daniele Scarpa och Francesco Uberti (ITA)       | 3:28,25 | QF |
| 2.          | Bengt Andersson och Kalle Sundqvist (SWE)       | 3:29,80 | QF |
| 3.          | Terry Kent och Terry White (USA)                | 3:29,81 | QF |
| 4.          | Alexandru Dulǎu och Ion Geantă (ROU)            | 3:29,99 |    |
| 5.          | Harald Amundsen och Einar Rasmussen (NOR)       | 3:34,77 |    |

### Final
| Gold   | Hugh Fisher och Alwyn Morris (CAN)              | 3:24,22 |
| Silver | Bernard Brégeon och Patrick Lefoulen (FRA)      | 3:25,97 |
| Bronze | Barry Kelly och Grant Kenny (AUS)               | 3:26,80 |
| 4.     | Terry Kent och Terry White (USA)                | 3:27,01 |
| 5.     | Matthias Seack och Oliver Seack (FRG)           | 3:27,28 |
| 6.     | Daniele Scarpa och Francesco Uberti (ITA)       | 3:27,46 |
| 7.     | Herminio Menéndez och Guillermo del Riego (ESP) | 3:27,53 |
| 8.     | Bengt Andersson och Kalle Sundqvist (SWE)       | 3:29,39 |
| 9.     | Patrick De Bucke och Patrick Hanssens (BEL)     | 3:32,92 |